# 양평군의회
양평군의회는 경기도 양평군 지역을 관할하는 기초의회이다.